# Frankenreith (Gemeinde Großgöttfritz)
Frankenreith ist eine Ortschaft und eine Katastralgemeinde der Marktgemeinde Großgöttfritz im Bezirk Zwettl in Niederösterreich.

## Geografie
Am westlich von Großgöttfritz liegenden Dorf führt an der östlichen Seite die Zwettler Straße vorüber.

## Siedlungsentwicklung
Zum Jahreswechsel 1979/1980 befanden sich in der Katastralgemeinde Frankenreith insgesamt 34 Bauflächen mit 14.275 m² und 20 Gärten auf 1.562 m², 1989/1990 gab es 35 Bauflächen. 1999/2000 war die Zahl der Bauflächen auf 92 angewachsen und 2009/2010 bestanden 53 Gebäude auf 97 Bauflächen.

## Geschichte
Laut Adressbuch von Österreich waren im Jahr 1938 in Frankenreith ein Schneider und eine Schneiderin, ein Schweinehändler, ein Viktualienhändler und einige Landwirte ansässig. Bis zur Eingemeindung nach Großgöttfritz war der Ort ein Teil der damaligen Gemeinde Großweißenbach.

## Bodennutzung
Die Katastralgemeinde ist landwirtschaftlich geprägt. 161 Hektar wurden zum Jahreswechsel 1979/1980 landwirtschaftlich genutzt und 102 Hektar waren forstwirtschaftlich geführte Waldflächen. 1999/2000 wurde auf 148 Hektar Landwirtschaft betrieben und 111 Hektar waren als forstwirtschaftlich genutzte Flächen ausgewiesen. Ende 2018 waren 143 Hektar als landwirtschaftliche Flächen genutzt und Forstwirtschaft wurde auf 112 Hektar betrieben. Die durchschnittliche Bodenklimazahl von Frankenreith beträgt 19,8 (Stand 2010).